# ستلو
ستلو، روستایی در دهستان بهدشت بخش کوشکنار شهرستان پارسیان در استان هرمزگان ایران است.

## جمعیت
بر پایه سرشماری عمومی نفوس و مسکن در سال ۱۳۹۵، جمعیت این روستا برابر با ۱٬۶۳۹ نفر (۴۷۱ خانوار) بوده‌است.